# Under Our Skin
Under Our Skin är den svenska gruppen Timoteijs sista och kortaste skiva. Det är deras enda skiva på engelska.

## Låtlista
1. Firelight – 3:09
2. Wildfire – 3:07
3. Never Gonna Be the Same Without You – 3:25
4. Milky Way – 3:18
5. Wildfire (Acoustic version) – 3:14